# Kakigōri
Il kakigōri (かき氷?) è un dolce giapponese simile alla granita a base di sfoglie di ghiaccio, sciroppo e latte condensato o evaporato.

## Storia

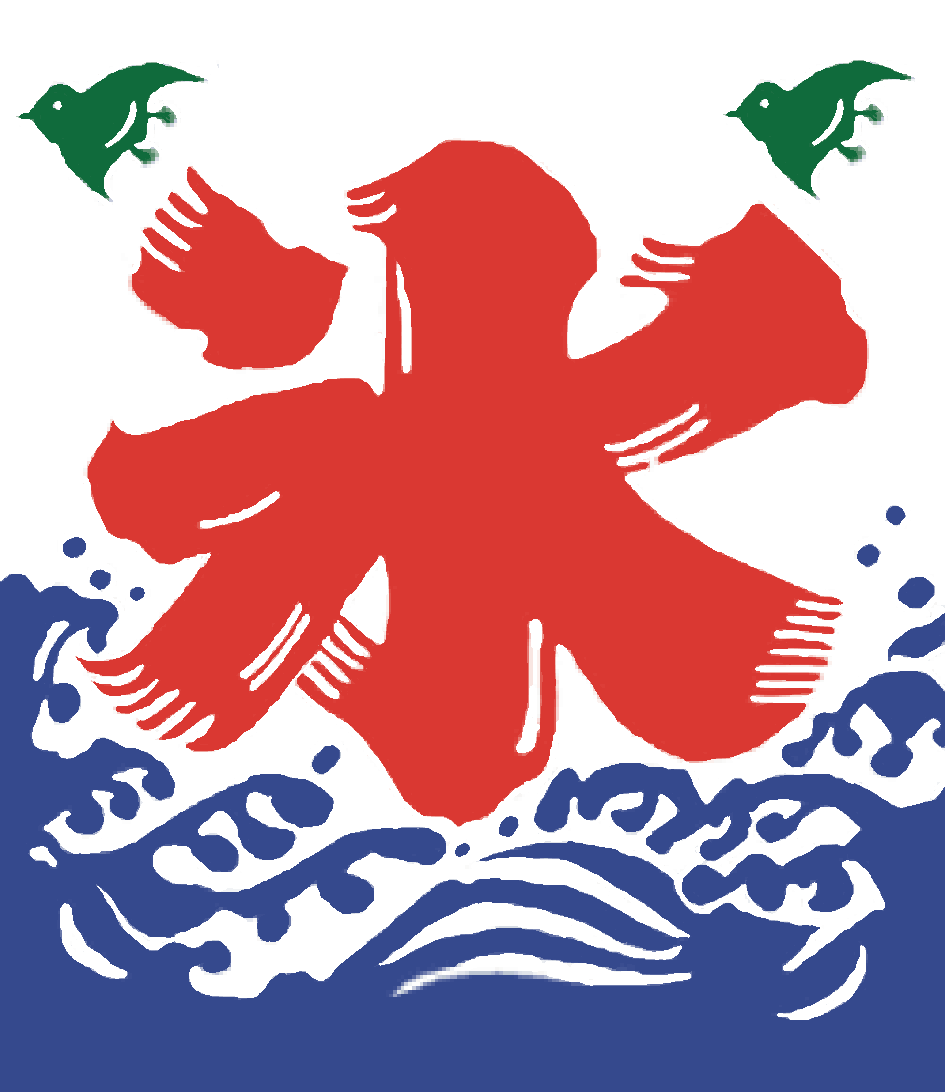
I negozi che vendono il kakigōri sono segnalati da insegne che riportano il kanji 氷 ("ghiaccio").

Le origini del kakigōri risalgono al periodo Heian (794-1185), quando i blocchi di ghiaccio conservati nei mesi più freddi venivano tritati finemente e serviti con sciroppo dolce agli aristocratici durante l'estate. L'origine del kakigōri viene menzionata in Note del guanciale, che raccoglie le note e i pensieri di Sei Shōnagon, scrittrice e dama di corte vissuta tra il X e l'XI secolo. Prima che venissero introdotte le moderne tecnologie di refrigerazione, il ghiaccio usato per preparare l'alimento veniva conservato nelle grotte di montagna e le ghiacciaie. Il kakigōri divenne un alimento alla portata di tutti solo durante il XIX secolo, quando il ghiaccio iniziò ad essere utilizzato in cucina anche dai ceti meno abbienti durante l'estate nel Sol Levante. Si pensa che il primo punto vendita che serve la granita fosse stato aperto nel 1869.
Oggi l'alimento viene preparato in casa e venduto nei negozi, sulle bancarelle e in occasione delle festività del Giappone. I punti vendita in cui viene preparato sono segnalati dal kanji 氷, che significa "ghiaccio".
Dalla fine degli anni 2010, l'alimento viene servito anche in alcuni alberghi di lusso degli USA e nel Regno Unito.

## Preparazione

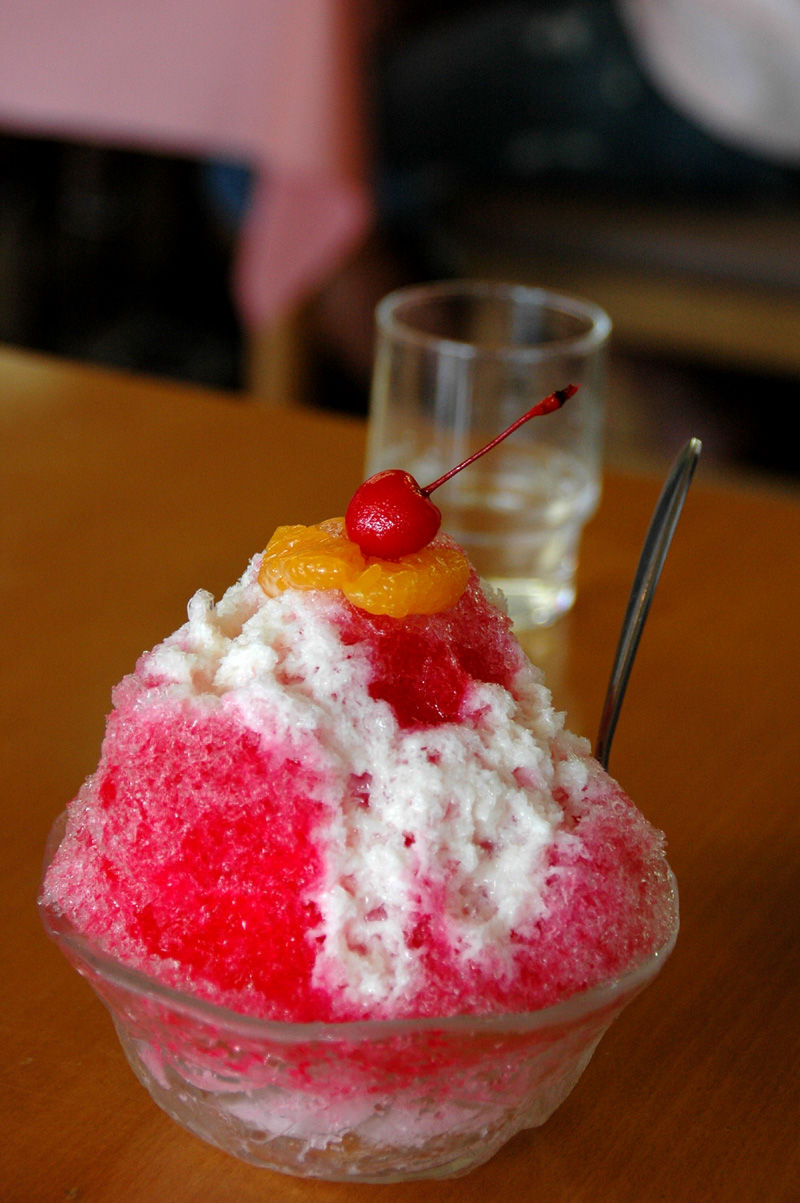
Kakigōri con frutta

Il kakigōri è preparato usando del ghiaccio temperato affinché sia più facile da tagliare a sfoglie e insaporito con latte condensato o evaporato e sciroppo al gusto fragola, ciliegia, limone, tè verde, uva, melone, Blue Hawaii, prugna dolce o un particolare tipo di sciroppo incolore. In alcuni casi, il dolce può contenere anche due gusti di sciroppo.
In passato, il kakigōri si preparava utilizzando del ghiaccio a base di acqua minerale ricavata da sorgenti naturali. Il blocco di ghiaccio veniva tagliato usando una macchina dotata di una lama da barbiere che veniva attivata ruotando una manovella. Oggigiorno chi prepara il dolce rompe il ghiaccio servendosi di un rasoio elettrico.

## Varianti

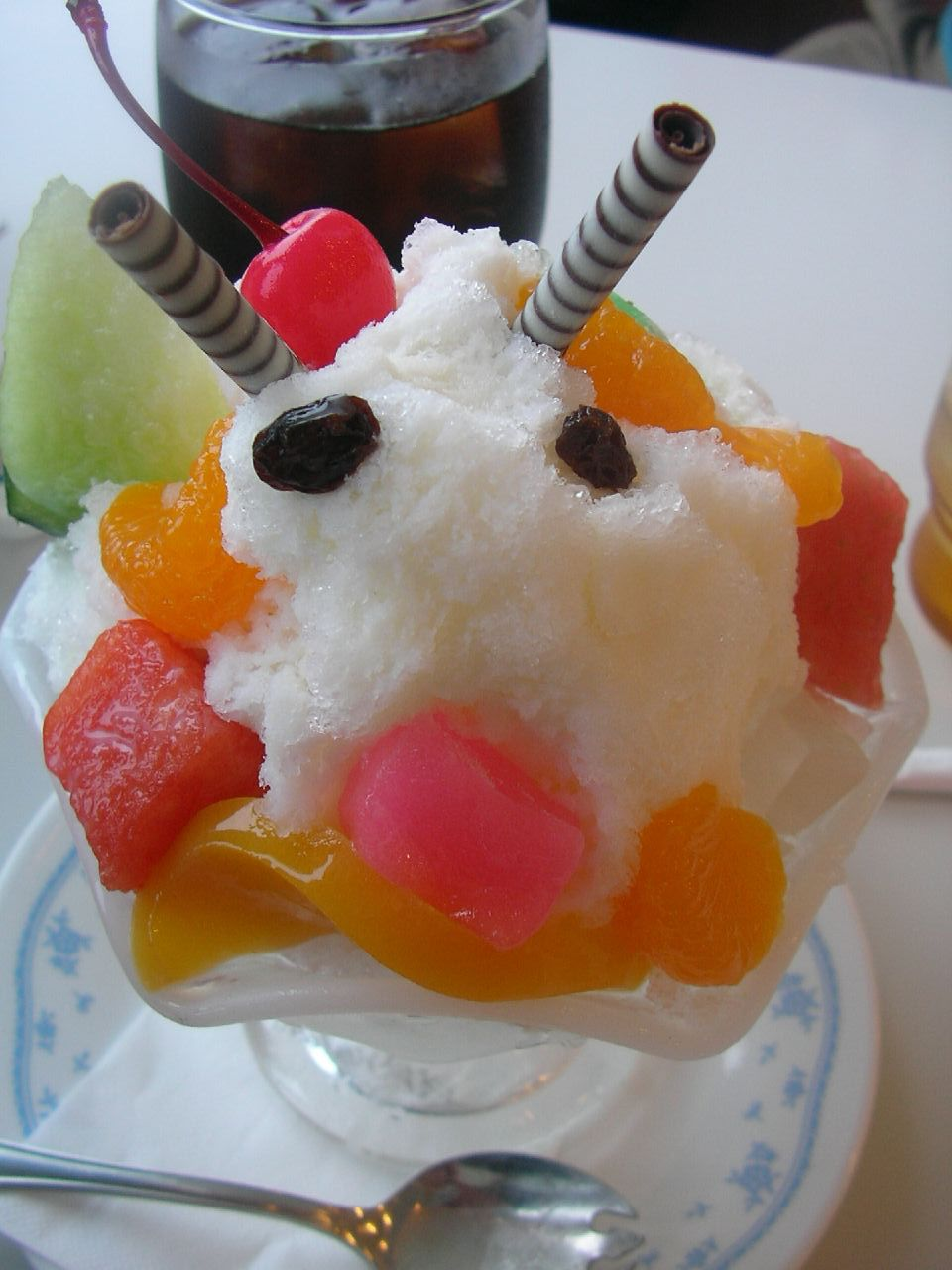
Shirokuma

Una delle varianti del kakigōri è lo shirokuma (白熊?) (anche riportato con la grafia しろくま), tipico della città di Kagoshima e contenente ghiaccio, latte, mochi, frutta (mandarini, ciliegie, ananas e uva passa) e pasta di fagioli azuki.
Lo ujikintoki (宇治金時?) (anche riportato con la grafia うじきんとき) si prepara mischiando del ghiaccio a scaglie con pasta di fagioli, sciroppo al tè verde, pasta di fagioli, mochi e gelato al tè verde.
Lo yakigori (焼き氷?) viene preparato usando del brandy cotto alla fiamma e, se desiderati, salsa al caramello, gelato e frutta (fragole o ananas).

## Nella cultura
In Giappone, il 25 luglio di ogni anno, si festeggia il giorno del kakigōri in quanto la pronuncia di questa data somiglia anche a quella con cui si dice "ghiaccio estivo" in lingua giapponese e perché il 25 luglio del 1933 si registrarono altissime temperature nel Sol Levante.